# William Henry Bartlett
Pour les articles homonymes, voir Bartlett.
William Henry Bartlett, né le 26 mars 1809 dans le quartier Kentish Town à Londres et mort le 13 septembre 1854 près des côtes maltaises,, est un artiste britannique surtout connu pour ses nombreux dessins rendus en gravures sur acier.

## Biographie
Bartlett est né à Londres en 1809. Issu d'une famille modeste, il fréquente un pensionnat la paroisse Saint-Pancras de 1816 à 1821. De cette expérience, il gardera un mauvais souvenir des brimades des enseignants et de certains élèves, ce qui nourrira chez lui un goût pour les grands espaces et la nature. À ses 14 ans il rencontre John Britton un antiquaire, éditeur et dessinateur anglais qui deviendra son mentor,,,. Il l'initie au dessin, notamment de ruines, thématique très à la mode dans une Angleterre marquée par le romantisme,.
Emblématique des artistes de cette période, il préfère vivre à son compte plutôt que sous la tutelle d'un mécène et accepte aussi bien des commandes de John Britton que d'autres éditeurs. La plupart de ses œuvres sont en fait des commandes servant à illustrer des recueils d'images de paysages historiques ou pittoresques. L'un de ses premiers travaux publié en 1836 consiste à illustrer l'ouvrage Switzerland illustrated du poète et physicien écossais William Beattie. Il produisit à cette occasion plus de 100 dessins, et rencontra rapidement un certain succès en Angleterre,.
La même année, il part pour la première fois en Amérique du Nord accompagné de l'écrivain Nathaniel Parker Willis. Il commence son voyage dans l’État de New-York, de la il remonte au nord jusqu'à la frontière canadienne et visite notamment la ville de Québec (dont il a fait une aquarelle de la porte Prescott en 1840), les rives du lac Memphrémagog et les chutes du Niagara. De ce voyage il tirera de nombreux dessins servant à illustrer le livre American Sceneries de Willis. Alors que le texte de Willis ne rencontre que peu de succès, les gravures de Bartlett restent populaires, notamment grâce à une imagerie très pittoresque de la nature, des ruines et une certaine tendance à l'exagération des représentations de structures naturelles,.
Cette expédition marque le début d'une longue série de voyages que Bartlett réalisera tout au long de sa vie, en Amérique du Nord principalement mais aussi dans les Balkans, en Asie Mineure, au Moyen-Orient ou encore en Europe centrale. A chaque fois, ces voyages avaient principalement comme but de fournir une inspiration à l'artiste grâce à des paysages atypiques,,.
Bartlett, de retour de son dernier voyage au Proche-Orient, tombe soudainement malade et meurt de fièvre à bord du navire à vapeur français Egyptus au large de Malte le 13 septembre 1854,. Sa veuve Susanna a vécu pendant près de 50 ans après sa mort, et est morte à Londres le 25 octobre 1902, à l'âge de 91 ans.

## Caractéristiques de ses travaux
Les œuvres de Bartlett sont surtout connues pour leurs précisions géographiques ; quasiment toutes ses esquisses possèdent une légende qui les situe géographiquement. Elles fournissent en ce sens un témoignage précieux de la perception des paysages nord-américains du XIXe siècle. Pour autant, sa tendance à l'exagération et au pittoresque ne saurait faire de ses gravures des représentations historiques fidèles. Les très nombreux dessins représentant la nature, des rivières ou des montagnes attestent du goût romantique du public et des artistes au début du XIXe siècle. Son apprentissage chez un architecte lui permet de saisir un grand nombre de détails quand il représente des édifices ou des paysages plus urbains. Cette autre partie de son travail témoigne quant à elle des modes de vie de cette époque, notamment de l'avancée des progrès techniques dans le domaine de la vapeur par exemple.
Son travail est également marqué par une grande productivité et une diversité des supports artistiques. Il grave aussi bien sur de l'acier que sur du bois, il dessine et il est également l'auteur de plusieurs textes qu'il illustre lui-même,,,.

## Œuvres

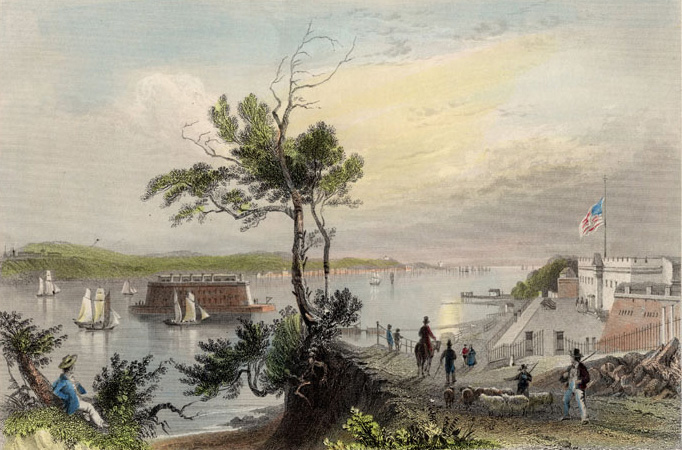
W. H. Bartlett, LE GOULET, (Depuis Fort Hamilton)," R. Wallis. Londres, Publié à l'intention des propriétaires, par George Virtue, 26, Ivy Lane, 1839.

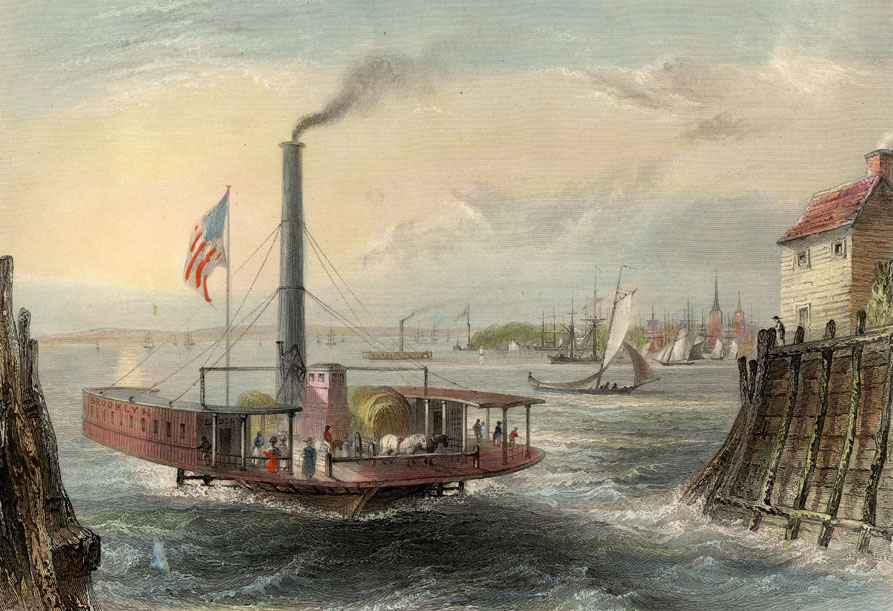
W. H. Bartlett, "LE FERRY A BROOKLYN, NEW YORK.", G. K. Richardson. Londres, Publié à l'intention des propriétaires, par George Virtue, 26, Ivy Lane, 1838.

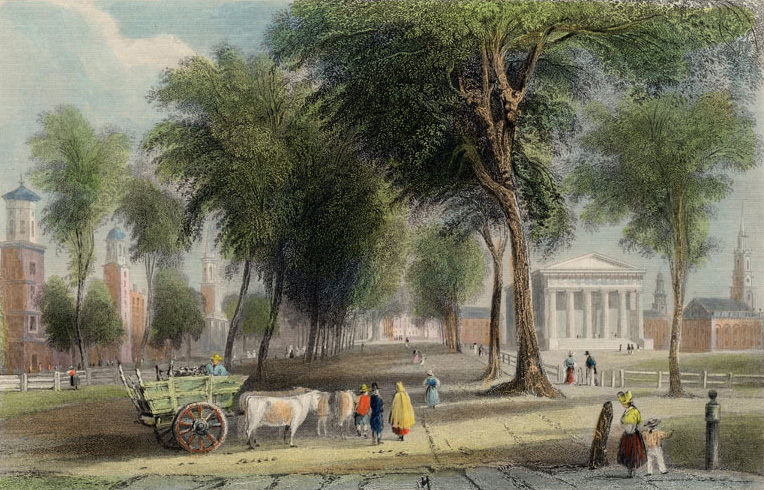
Paysage Americain, vol. 2, 1840, W. H. Bartlett, "YALE COLLEGE" (Newhaven), J. Sands. Londres, Publié à l'intention des propriétaires, par George Virtue, 26, Ivy Lane, 1838.

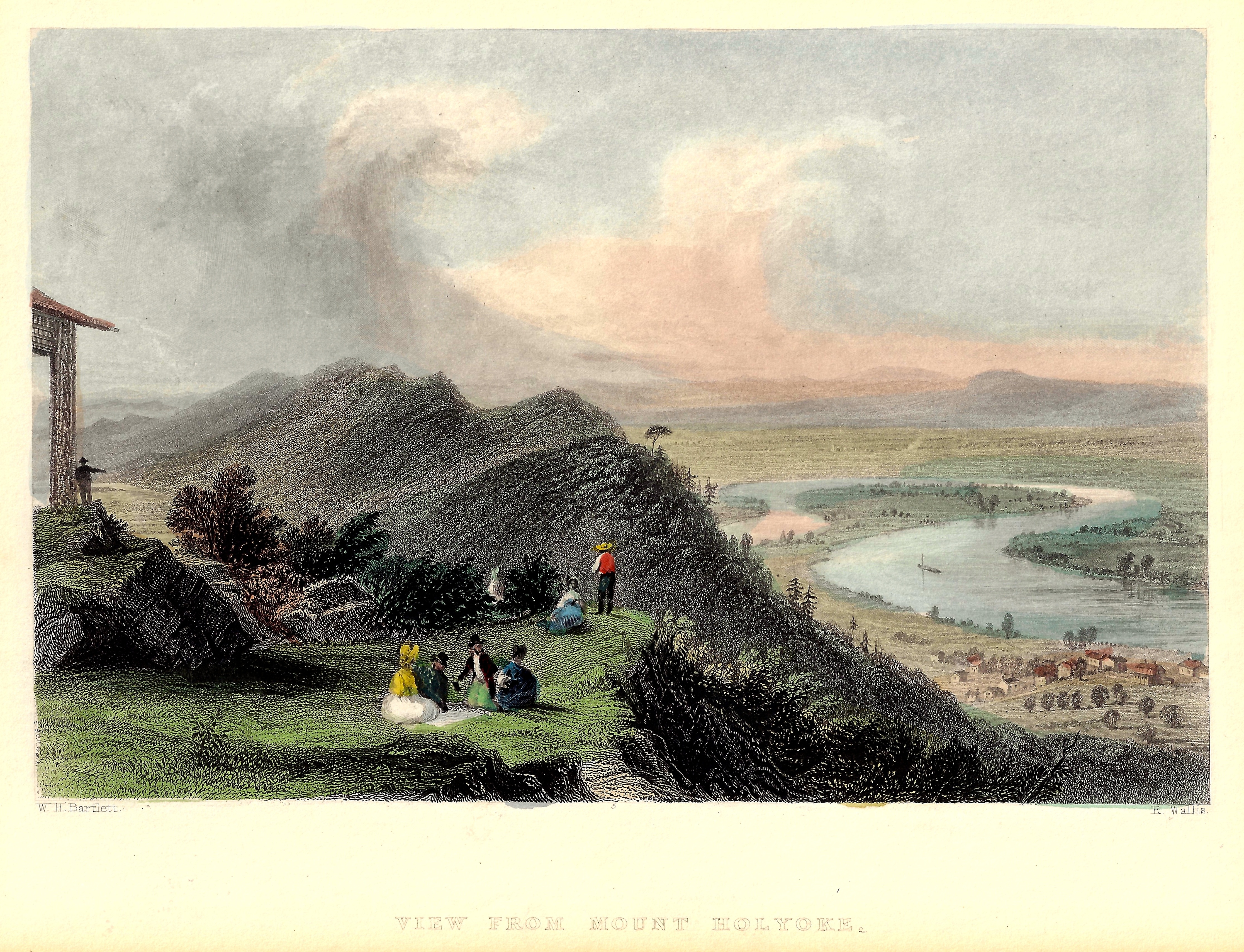
Vue depuis le Mont Holyoke (Massachusetts). The Oxbow, Connecticut, 1835
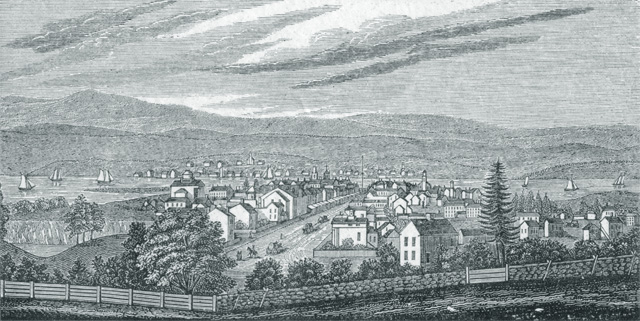
City d'Hudson, NY, 1837
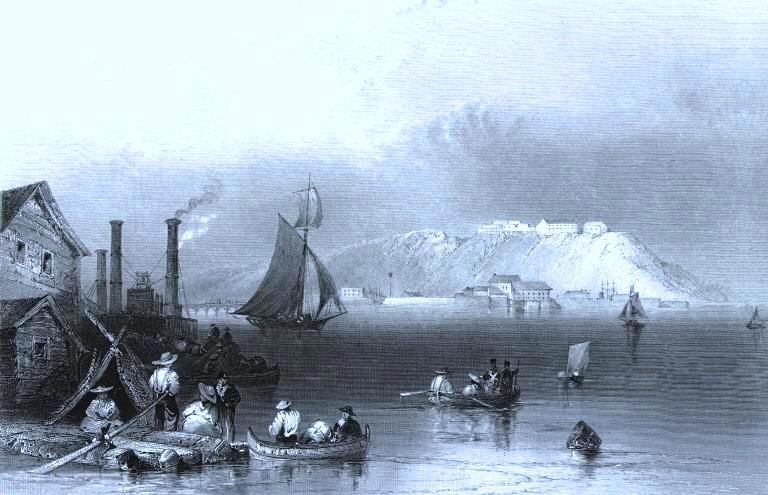
Citadelle de Kingston. 1839—1842.
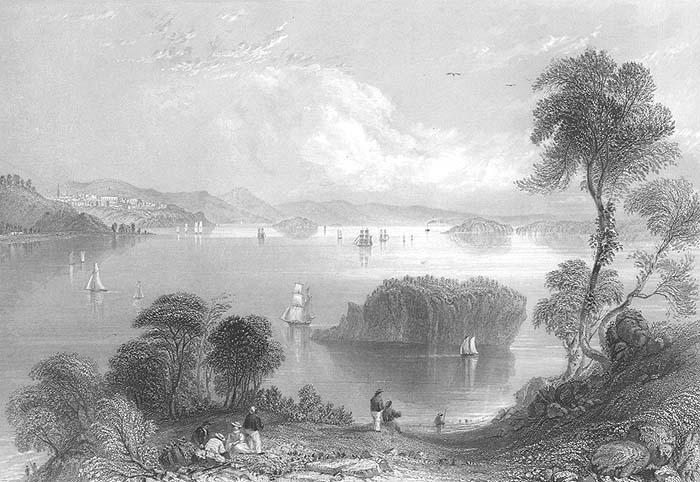
Eastport et la baie de Passamaquoddy, 1839
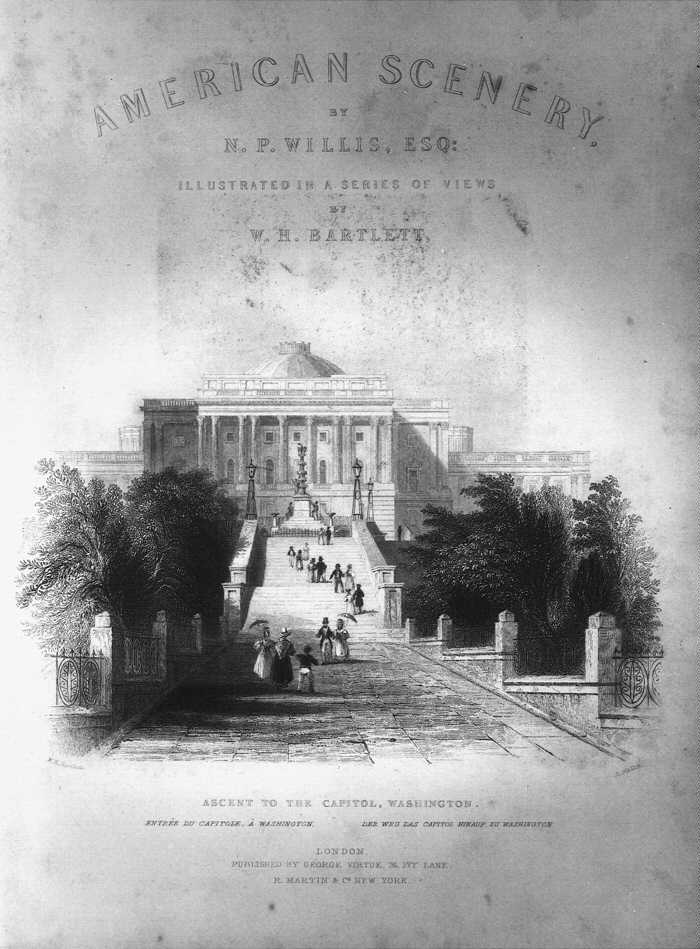
Paysage Americain par N. P. Willis, 1840
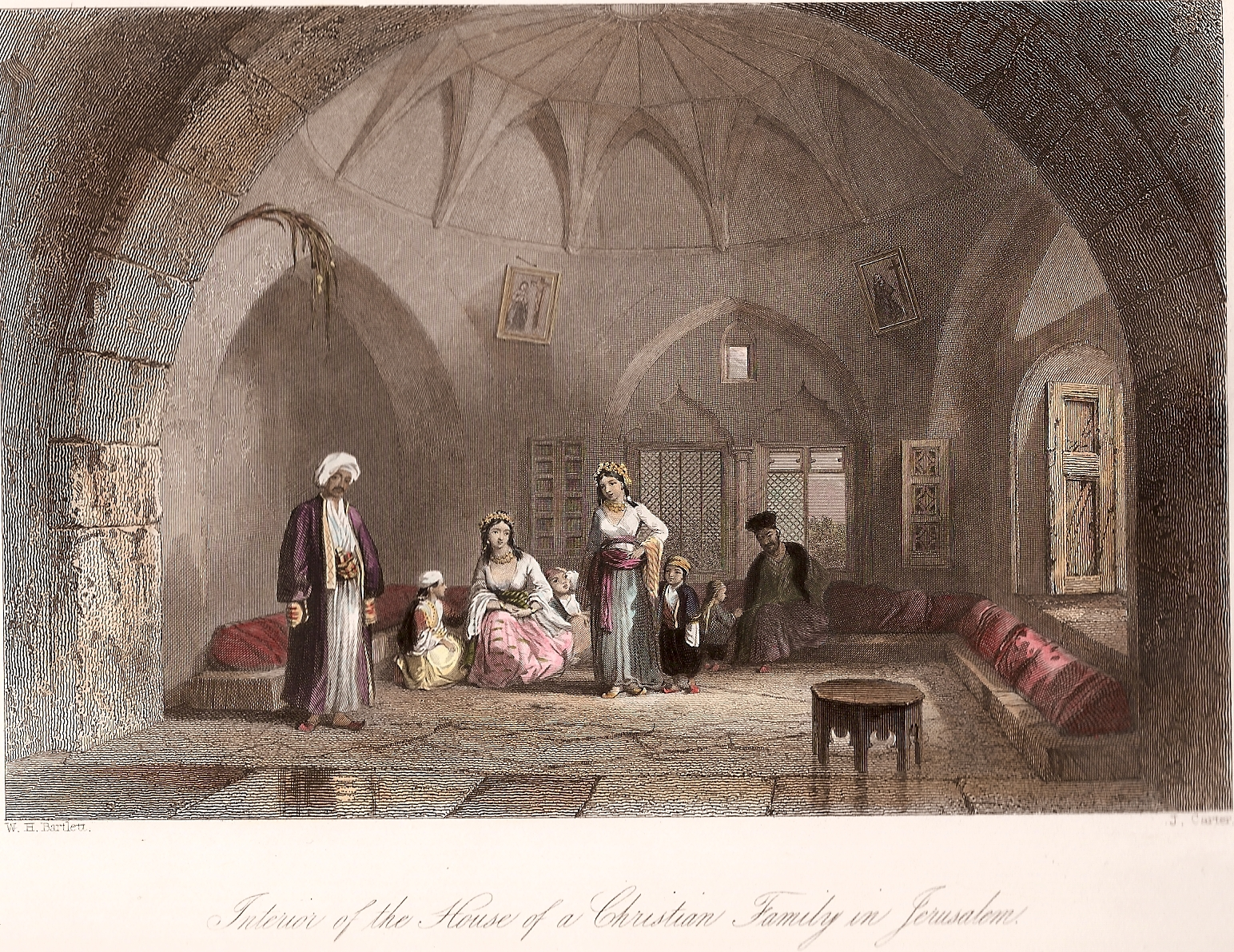
L’intérieur d'une maison d'une famille chrétienne à Jérusalem, ca 1850
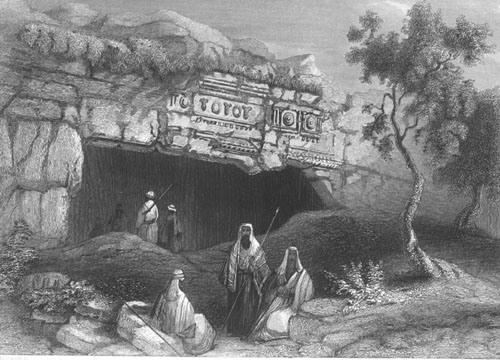
Tombeaux des rois (Jérusalem)